# Паїсій (Мартинюк)
Його преосвященство кир Паї́сій (пол. Jego Ekscelencja Najprzewielebniejszy Paisjusz; в миру Петро Мартинюк, пол. Piotr Martyniuk; 7 липня 1969) — архієрей Польської Православної Церкви з 25 серпня 2016 року, архієпископ Перемишильсько-Горлицький, правлячий архієрей Перемишльсько-Горлицької єпархії.

## Біографія
Петро Мартинюк народився 7 липня 1969 року в місті Щецинек у Західнопоморському воєводстві Республіки Польща в сім'ї православного священика.
У 1989 році був прийнятий послушником до монастиря святого Онуфрія в Яблочині. 6 квітня того ж року прийняв чернецтво, 7 квітня висвячений на диякона, 22 квітня — на священика.
У 1989-1990 роках був референтом канцелярії єпископа Люблінського і Холмського, а також ніс священичий послух на парафіях в Томашеві та Бончі.
1992 року закінчив Вищу Православну Духовну Семінарію в Яблочині.
З 1992 по 1996 роки був настоятелем парафії в Славатичах і благочинним Яблочинського монастиря, з 1996 по 1999 роки — його намісником. 
З 1999 по 2001 роки був духівником Марфо-Маріїнського монастиря на святій горі Грабарці.
У 1998 році закінчив Православний богословський факультет Пряшівського університету і отримав науковий ступінь магістра богослов'я.
У 2001 році там же захистив докторську дисертацію на тему «Душпастирство в посланнях апостола Павла».
З 1 серпня по 1 вересня 2001 року був віце-ректором і професором пастирського богослов'я та духовності у Варшавській духовній семінарії.
2003 року був зведений у сан архімандрита і призначений настоятелем Церкви преподобного Іоана Ліствечника в Варшаві на Волі.
У 1999–2007 роках був першим директором Православного центру милосердя «Елеос» Варшавсько-Більської єпархії.
За дорученням митрополита він керував роботами з пристосування та ремонту будівель будинків престарілих у Грабарці та Станіславові. 
20 березня 2007 року рішенням Архієрейського собору Православної церкви Польщі призначений єпископом Пйотркувським, вікарієм Лодзько-Познанської єпархії. 
13 квітня 2007 року висвячений на єпископа в митрополичому соборі святої рівноапостольної Марії Магдалини у Варшаві.
Рішенням Архієрейського собору від 10 березня 2009 року призначений єпископом Горлицьким, вікарієм Перемишльсько-Новосончівської єпархії.
14 січня 2013 року Патріарх Грузинський Ілля ІІ призначив єпископа Паїсія членом Вченої ради Православної богословської академії в Тбілісі ( Грузія ). 
Багато разів єпископ представляв Польську Автокефальну Православну Церкву під час офіційних делегацій та конференцій на Святій Землі, Грузії, Греції, Болгарії, Україні, Німеччині, Чехії, Словаччині, Білорусії, Росії.
Відповідно до рішення Священного Архиєрейського Собору ПАПЦ від 17 листопада 2015 року, у зв’язку з хворобою архієпископа Адама (Дубеця), на владику Паїсія було покладено тимчасове виконання обов’язків єпископа єпархії на підставі Внутрішнього Статут ПАПЦ. 
З ініціативи владики Паїсія було встановлено єпархіальну відзнаку – ордер святого Максима Горлицького.
У 2016 році єпископ Паїсій увійшов до складу делегації Польської Автокефальної Православної Церкви на Святий і Великий Собор Православної Церкви.
Після смерті архиєпископа Адама (Дубця) на Соборі єпископів ПАПЦ від 25 серпня 2016 року обраний єпископом єпархії, назву якої змінено на «Перемишльсько-Горлицька».
Інтронізація відбувся 6 вересня 2016 року в кафедральному храмі Пресвятої Трійці в Горлицях.
17 вересня 2016 року в Тилаві з ініціативи єпископа Паїсія відбулися центральні літургійні урочистості з нагоди 90-ї річниці повернення лемків до Православ’я .
З 22 березня 2017 року співголова Регламентного комітету з ПАПЦ.
29 квітня 2017 року в церкві Успіння Пресвятої Богородиці у Щавному, з благословення єпископа Паїсія, відбулося центральне єпархіальне літургійне святкування 70-ї річниці трагедії Акції «Вісла» .
У 2011–2017 роках виконував обов’язки секретаря Священного Архієрейського Собору ПАПЦ.
9 жовтня 2017 року владику Паїсія було возведено в сан архієпископа.
До річниці воєнного нападу Росії на Україну архієпископ Паїсій звернувся до духовенства й вірних своєї єпархії з закликом продовжувати посилено просити Бога про мир народові України і перемогу над агресором. 
"Вірю, що після року героїчної боротьби скоро будемо втішатися так бажаною перемогою українського народу над московським агресором", — пише владика польською і далі продовжує українською — "Не Україна розпочала війну, а почав агресор Путін. Господь наш Ісус Христос сказав: Хто візьме меч, від меча і загине (Мф. 26, 52)!”
Також владика подякував духовенству і вірним Перемиської єпархії за допомогу Україні.
“Боже великий, єдиний, нам Україну храни!”, — завершив словами з духовного гімну України владика Паїсій своє звернення з нагоди річниці широкомасштабної агресії Росії проти України.